# Global Strike Command
Pour les articles homonymes, voir GSC.
Le Air Force Global Strike Command (AFGSC), abrégé en Global Strike Command, est un commandement majeur de l'United States Air Force qui prend en compte les missions nucléaires de l'Armée de l'air des États-Unis à partir d'août 2009, missions qui étaient auparavant dévolues à l'Air Force Space Command et à l'Air Combat Command.
Son quartier général se situe à Barksdale Air Force Base en Louisiane.

## Historique

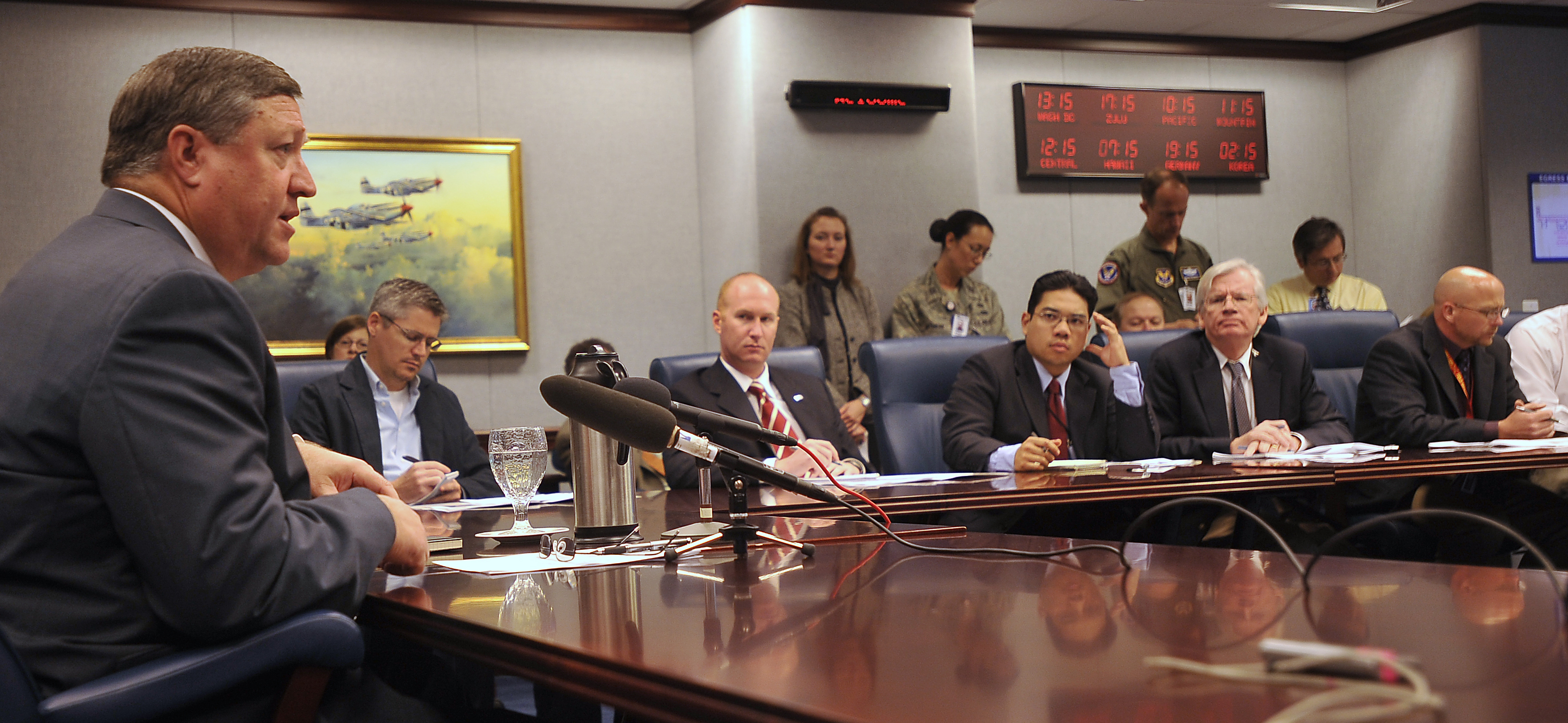
Le secrétaire à la Force aérienne Michael Donley discutant de la création du Global Strike Command lors de la conférence de presse du 24 octobre 2008.

Annoncé le 24 octobre 2008, il s'agit de la plus importante réorganisation de la force de dissuasion des États-Unis depuis la dissolution du Strategic Air Command dont il reprend les traditions.
Une équipe de 55 personnes formé sur le Bolling Air Force Base (en) dirigé par le Brigadier General James Kowalski (en) est chargé de préparer l'organigramme et les modalités de ce commandement.
En avril 2009, elle a choisi Barksdale AFB comme quartier général de cette unité.
Le 16 avril 2009, le secrétaire à la Défense Robert Gates annonce que Lieutenant général Frank G. Klotz est nommé comme premier commandant du Global Strike Command après son approbation par le Sénat des États-Unis.
Le 7 août 2009, le commandement est devenu officiellement actif. Le siège comprend alors 900 personnes, et est prévu pour atteindre la pleine capacité opérationnelle le 7 août 2010 avec un effectif total au 30 septembre de 21 829 personnes (19 321 militaires et 2 508 civils). La 20e Air Force, l'organisation du service des missiles balistique, passe sous son commandement en décembre 2009 et la 8th Air Force, la composante bombardier, passe sous son commandement en avril 2010,.
Le 30 septembre 2010, il a été déclaré pleinement fonctionnel et relève du United States Strategic Command, on notera qu'il n'est pas chargé des armes nucléaires tactique.
En 2013, le taux de disponibilité des bombardiers stratégiques américains était le suivant, 75 % pour le B-52, 58 % pour le B-1B et 46,8 % pour le B-2.
À partir du 1er octobre 2015, il prend sous son contrôle l'ensemble des bombardiers stratégiques américains en service et leur successeur Northrop Grumman B-21, son commandement passant à un général quatre étoiles.
Les États-Unis disposent à la fin de la guerre du Golfe de 1991 un total de 290 bombardiers, début 2018, le Air Force Global Strike Command comprend 157 appareils répartis dans 5 escadres comptant un total de 15 escadrons.

## Organisation

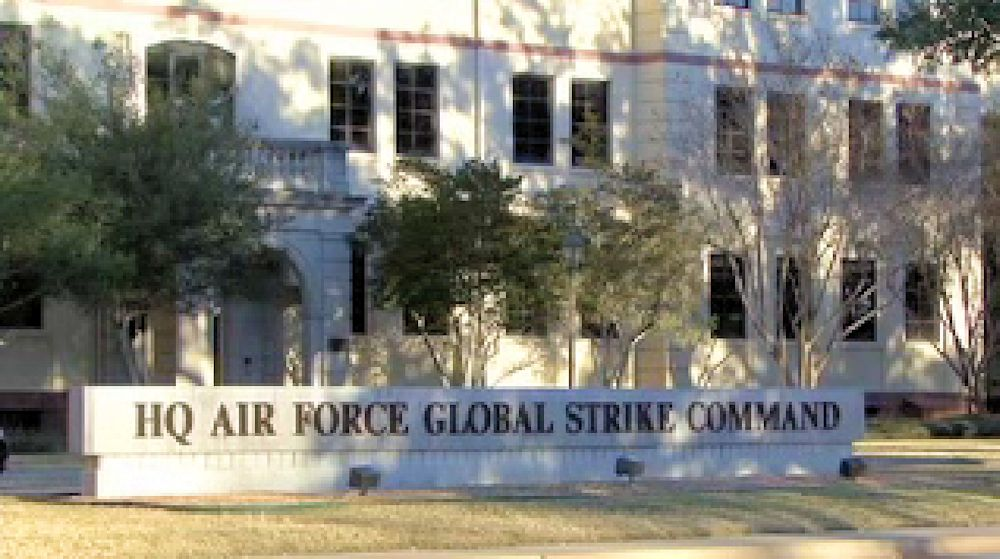
La façade du quartier-général du GSC.

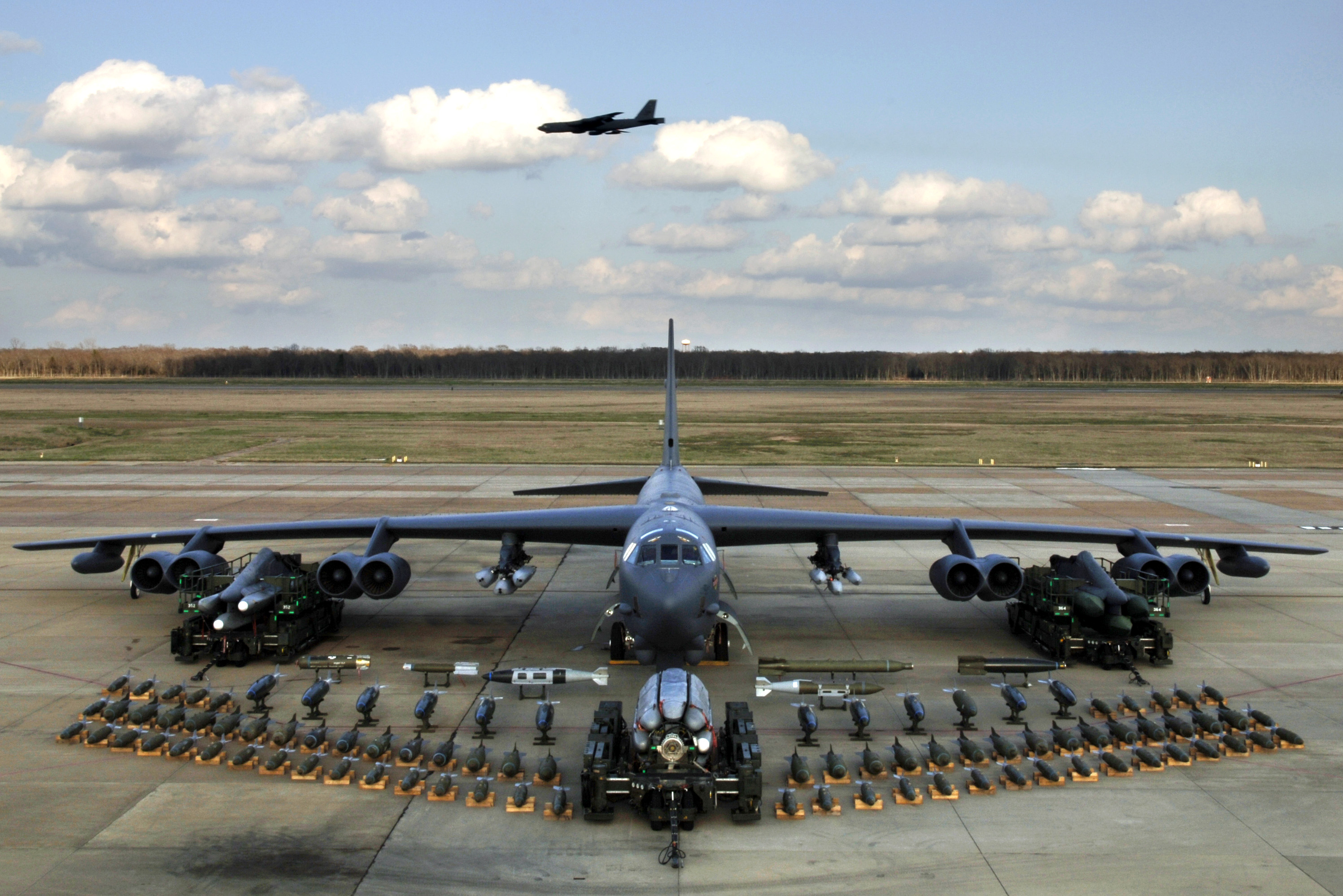
Un B-52H photographié avec sa puissance de feu déployé à Barksdale Air Force Base.

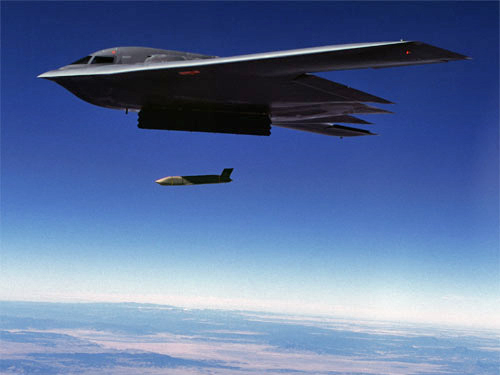
Un Northrop B-2 Spirit larguant un AGM-158 JASSM.

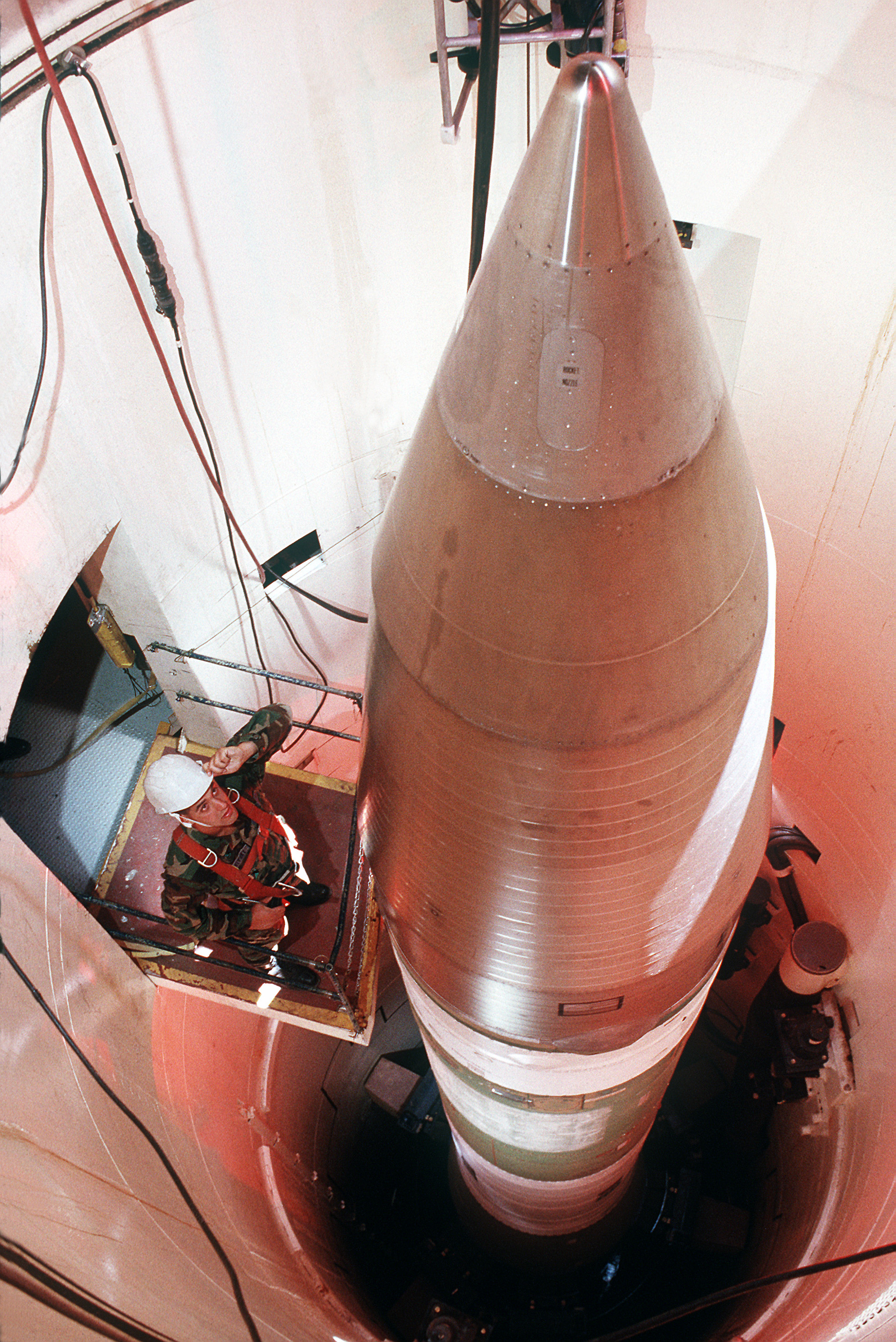
Un LGM-30 Minuteman dans son silo en 1989.

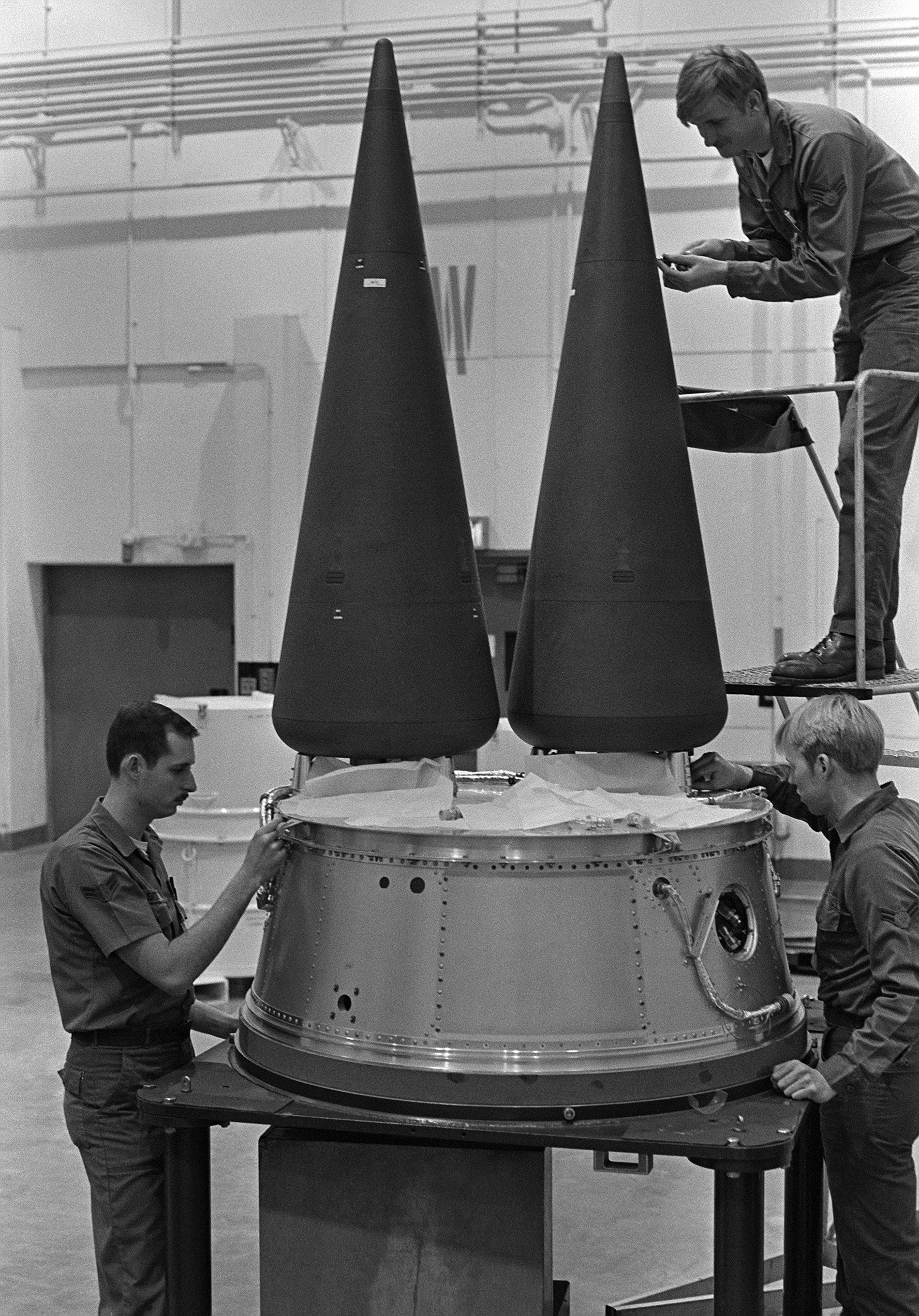
Techniciens travaillant sur les ogives nucléaires W78 d'un LGM-30 Minuteman.

Relevant de l'United States Strategic Command, il prend à sa création en compte la 8th Air Force contrôlant les bombardiers stratégique à capacité nucléaire, soit 57 Boeing B-52 Stratofortress et 20 Northrop B-2 Spirit, ainsi que la 20th Air Force s'occupant des 450 missiles balistiques intercontinentaux LGM-30 Minuteman en service en 2008; et depuis le 1er décembre 2009 du 625th Strategic Operations Squadron (en) (625 STOS) chargé du ciblage stratégique dans le cadre de la planification opérationnelle et le 576th Flight Test Squadron (en) chargé des tests de missiles balistiques.
Le 20 avril 2015, il annoncé que les deux Wings de B-1B soit les 7th et 28th Bomb Wing, comportant à cette date un total de 63 appareils en ligne et un effectif de 7 000 militaires, passe sous le commandement du Global Strike Command le 1er octobre 2015 et intègrent le Eight Air Force.

### Unités en 2009
- Eighth Air Force, quartier-général à Barksdale Air Force Base, Louisiane
  -  2nd Bomb Wing basé à Barksdale Air Force Base
    -  11th Bomb Squadron (en)
    -  20th Bomb Squadron (en)
    -  96th Bomb Squadron (en)

  -  5th Bomb Wing basé à Minot Air Force Base
    -  23d Bomb Squadron (en)
    -  69th Bomb Squadron (en)

  -  509th Bomb Wing basé à Whiteman Air Force Base, Missouri
    -  13th Bomb Squadron (en)
    -  393d Bomb Squadron

- Twentieth Air Force, quartier-général à F. E. Warren Air Force Base, Wyoming
  -  90th Missile Wing[14] basé à F. E. Warren Air Force Base
    -  319th Missile Squadron (en)
    -  320th Missile Squadron (en)
    - 321st Missile Squadron (en)

  -  91st Missile Wing basé à Minot Air Force Base, Dakota du Nord
    -  740th Missile Squadron (en)
    -  741st Missile Squadron (en)
    -  742d Missile Squadron (en)

  -  341st Missile Wing basé à Malmstrom Air Force Base, Montana
    - 10th Missile Squadron (en)
    - 12th Missile Squadron (en)
    -  490th Missile Squadron (en)

- 625th Strategic Operations Squadron (en) basé à Offutt Air Force Base, Nebraska
- 576th Flight Test Squadron basé à Vandenberg Air Force Base, Californie

### Liste des commandants du Global Strike Command
|     | Commandants du AFGSC                 | Photographie | du            | au            |
| --- | ------------------------------------ | ------------ | ------------- | ------------- |
| 1er | Lieutenant général Frank G. Klotz    |              | janvier 2009  | janvier 2011  |
| 2e  | Lieutenant général James M. Kowalski |              | janvier 2011  | mars 2015     |
| 3e  | Général Robin Rand (en)              |              | mars 2015     | août 2018     |
| 4e  | Général Timothy Ray (en)             |              | août 2018     | décembre 2022 |
| 5e  | Général Thomas A. Bussiere (en)      |              | décembre 2022 | en cours      |